# The Erosion of Sanity
The Erosion of Sanity (с англ. — «Эрозия здравомыслия») —  второй полноформатный альбом канадской техничной дэт-метал группы Gorguts. Альбом был выпущен 19 января 1993 года на лейбле Roadrunner Records. Хотя сейчас его признают вехой в своём жанре, выпуск альбома совпал с падением популярности дэт-метала как жанра, и Roadrunner Records решила исключить группу из своего списка. Вследствие этого группа вошла в пятилетнее состояние неопределенности, в течение которого они прекратили гастроли, и группу покинули все участники, кроме её основателя Люка Лемэя. Позже Gorguts вернулись с новым составом, выпустив свой третий полноформатный альбом Obscura в 1998 году.
Альбом был ремастирован и переиздан вместе с Considered Dead как часть альбома Roadrunner Two from the Vault в 2004 году. В 2006 году, по инициативе Дерона Миллера, гитариста группы CKY, альбом был переиздан тиражом в 2000 копий в формате диджипака с двумя дополнительными бонус-треками.
| Оценки критиков | Оценки критиков |
| Источник        | Оценка          |
| --------------- | --------------- |
| AllMusic        | [ 5 ]           |
| Rock Hard       | 4.0/10          |
| Metal.de        | [ 7 ]           |

## Список композиций
Все тексты написаны Люком Лемэем, вся музыка написана Gorguts.
| №                   | Название                                            | Перевод названия              | Длительность |
| ------------------- | --------------------------------------------------- | ----------------------------- | ------------ |
| 1.                  | «With Their Flesh, He'll Create»                    | «Из их плоти он создаст»      | 4:03         |
| 2.                  | «Condemned to Obscurity»                            | «Приговорённый к забвению»    | 4:51         |
| 3.                  | «The Erosion of Sanity»                             | «Эрозия здравомыслия»         | 4:54         |
| 4.                  | «Orphans of Sickness»                               | «Сироты по болезни»           | 5:20         |
| 5.                  | «Hideous Infirmity»                                 | «Уродский недуг»              | 4:06         |
| 6.                  | «A Path Beyond Premonition»                         | «Путь за гранью предчувствия» | 4:56         |
| 7.                  | «Odors of Existence»                                | «Запах бытия»                 | 3:48         |
| 8.                  | «Dormant Misery» (музыка: Люк Лемэй, Сильвен Марку) | «Скрытые страдания»           | 4:52         |
| Общая длительность: | Общая длительность:                                 | Общая длительность:           | 36:52        |

| №   | Название                                                                               | Длительность |
| --- | -------------------------------------------------------------------------------------- | ------------ |
| 9.  | «A Path Beyond Premonition» (bonus demo track)                                         | 5:04         |
| 10. | «Disecting the Adopted» (bonus demo track, позже переименован в «Orphans of Sickness») | 5:20         |

## Участники записи
Gorguts
- Люк Лемэй — гитара, вокал, фортепиано
- Сильвен Марку — гитара
- Эрик Жигере — бас-гитара
- Стефан Провенчер — ударные

Технический перонал
- Стив Харрис — продюсирование, запись инструментов, звукорежиссёр
- Люк Пеллерин — помощник звукорежиссёра
- Колин Ричардсон — сведение
- Эдди Шрейер — мастеринг
- Дэн Сигрейв — обложка